# Elymnias neolais
Elymnias neolais är en fjärilsart som beskrevs av De Nicéville 1898. Elymnias neolais ingår i släktet Elymnias och familjen praktfjärilar. Inga underarter finns listade i Catalogue of Life.